# Flecha Valona 1939
La Flecha Valona 1939 se disputó el 18 de junio de 1939, y supuso la edición número 4 de la carrera. El ganador fue el belga Edmond Delathouwer. El holandés Hubert Sijen y el también belga Albert Perikel fueron segundo y tercero respectivamente.  

## Clasificación final
| Pos. | Ciclista           | Equipo               | Tiempo   |
| ---- | ------------------ | -------------------- | -------- |
| 1    | Edmond Delathouwer | Mercier              | 7h14'00" |
| 2    | Hubert Sijen       | Helyett-Hutchinson   | a 55"    |
| 3    | Albert Perikel     | De Dion-Bouton       | s.t.     |
| 4    | Albertin Disseaux  | Helyett-Hutchinson   | a 1'00"  |
| 5    | Edgard De Caluwé   | Dilecta-Wolber       | s.t.     |
| 6    | Camiel Michielsens | R.Lapébie-Hutchinson | s.t.     |
| 7    | Médard Barbe       | Mercier              | s.t.     |
| 8    | Constant Lauwers   | Helyett-Hutchinson   | s.t.     |
| 9    | Albert Beirnaert   | Alcyon-Dunlop        | s.t.     |
| 10   | Kamiel Beeckman    | Helyett-Hutchinson   | s.t.     |